# Flaga Mauritiusa
Flaga Mauritiusa została ustanowiona 9 stycznia 1968. Widoczne na niej są 4 pasy (od góry):
- czerwony (symbolizuje walkę o niepodległość),
- niebieski (symbolizuje Ocean Indyjski),
- żółty (symbolizuje światło niepodległości rozpostarte nad wyzwolonym Mauritiusem),
- zielony (symbolizuje rolnictwo i kolor wyspy przez wszystkie 12 miesięcy).

Flaga Mauritiusa Brytyjskiego z lat 1869–1906
Flaga Mauritiusa Brytyjskiego z lat 1906–1923
Flaga Brytyjskiego gubernatora Mauriutiusa z lat 1906–1968
Flaga Mauritiusa Brytyjskiego z lat 1923–1968
Flaga gubernatora generalnego Mauritiusa z lat 1968–1992
Flaga królowej Mauritiusa z lat 1968–1992